# دوري مالاوي الدرجة الأولى
دوري مالاوي الأول لكرة القدم هي مسابقة كرة القدم بين أندية مالاوي .
البطل الحالي هو سلفر ستريكرز.